# Pluto Kuiper Express

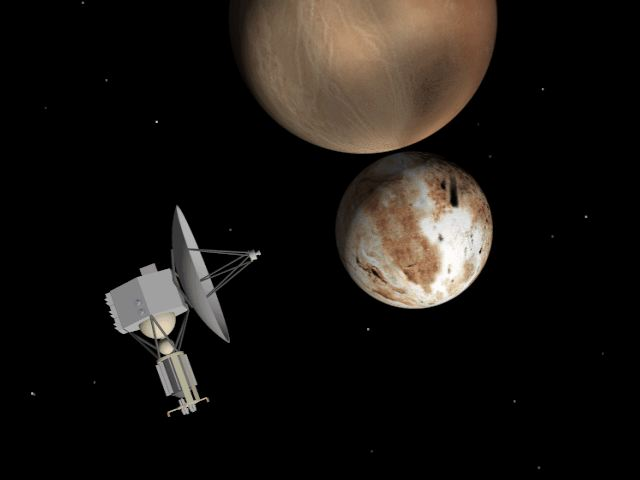
Pluto Kuiper Express

Pluto Kuiper Express — космический аппарат (автоматическая межпланетная станция) для изучения Плутона. Разработка велась силами Лаборатории реактивного движения НАСА. Запуск планировался на 2001 год, но был подготовлен только к 2004 году. Запуск планировалось произвести с помощью ракеты-носителя «Дельта». Достигнуть Плутона Pluto Kuiper Express должен был к 2012 году, однако миссия была отменена 12 сентября 2000 года по финансовым причинам и заменена новым проектом полёта АМС Pluto – Kuiper Belt в пояс Койпера в районе Плутона. Однако и на этот проект бюджетных средств выделено не было, и программу пришлось закрыть. Позже она была заменена аналогичной миссией «Новые горизонты».
Целью Pluto Kuiper Express было составление карты поверхности планеты и изучения геологии и геоморфологии двойной системы, а также определение состава атмосферы Плутона. Научное оборудование на борту включало в себя систему формирования изображений в видимом свете, инфракрасные и ультрафиолетовые спектрометры, и ультрастабильный осциллятор (УСО) для использования в эксперименте по радиозатмению.